# John Berryman
John Allyn McAlpin Berryman (nascido John Allyn Smith, Jr.; McAlester, 25 de outubro de 1914 — 7 de janeiro de 1972) foi um poeta norte-americano. Reconhecido como uma figura importante na poesia da segunda metade do século XX, é considerado um dos maiores expoentes da poesia confessional. Em 1965, foi honrado com o Prêmio Pulitzer de Poesia. Em seus últimos anos, sofrendo pelo alcoolismo e a depressão, Berryman se suicidou pulando de uma ponte no cruzamento do Rio Mississippi.